# Hacettepe SK
Le Hacettepe Spor Kulübü est un club turc de football basé à Ankara.

## Historique
- 1949 : fondation du club sous le nom de Sanayi Barbarosspor
- 1998 : le club est renommé en Asaşspor
- 2003 : après une crise financière, le club est racheté par Gençlerbirliği et change son nom en Gençlerbirliği Asaşspor
- 2006 : après que le club ait signé un contrat de sponsoring avec Gençlerbirliği, il change son nom en Gençlerbirliği OFTAŞ
- 2007 : le club est promu en Première division turque pour la première fois de son histoire
- 2008 : le club se renomme en Hacettepe Spor Kulübü

## Anciens joueurs
- Gökhan Gönül
- Mile Sterjovski
- Gökhan Ünal